# 土屋耕二

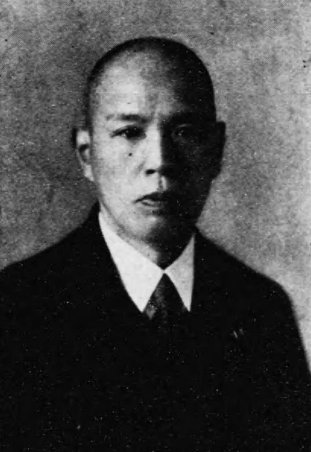
土屋耕二

土屋 耕二（つちや こうじ、1891年（明治24年）1月4日 - 1947年（昭和22年）10月11日）は、日本の内務官僚。印刷局長。

## 経歴
千葉県夷隅郡長者町（現在のいすみ市）出身。1915年（大正4年）10月、文官高等試験に合格し、翌年に東京帝国大学法科大学独法科を卒業した。北海道庁理事官、広島県理事官、広島県書記官・学務部長、石川県書記官・警察部長、長野県書記官・警察部長を歴任。
1928年（昭和3年）、内閣印刷局書記官・総務部長に転じ、1936年（昭和11年）には内閣印刷局長に就任した。1943年（昭和18年）に内閣印刷局は大蔵省印刷局に改組されたが、引き続き局長を務めた。退官後は日本銀行監事を務めたが、戦後に公職追放となった。

## 栄典
- 1940年（昭和15年）8月15日 - 紀元二千六百年祝典記念章[6]